# Luchtfiets

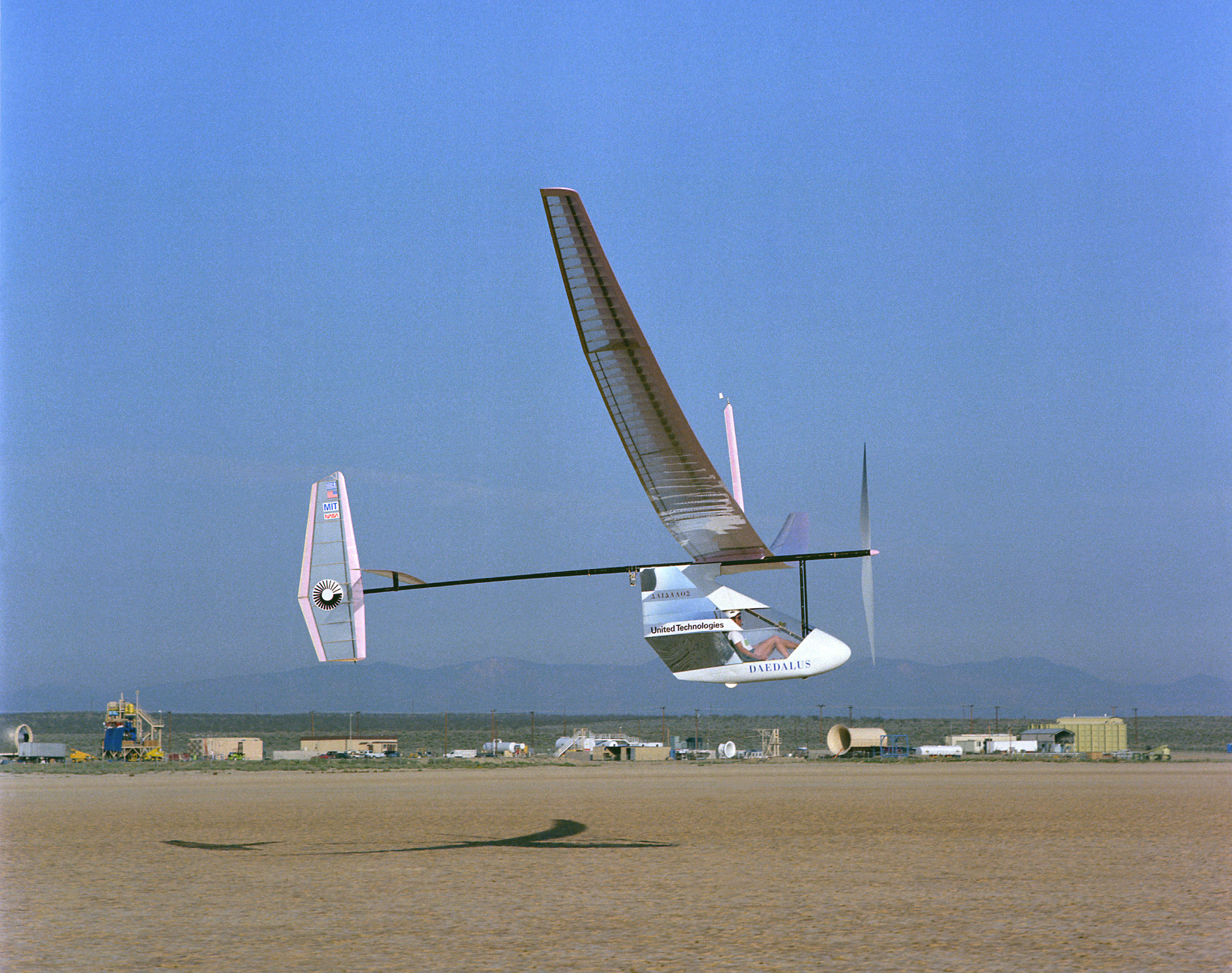
Daedalus-luchtfiets

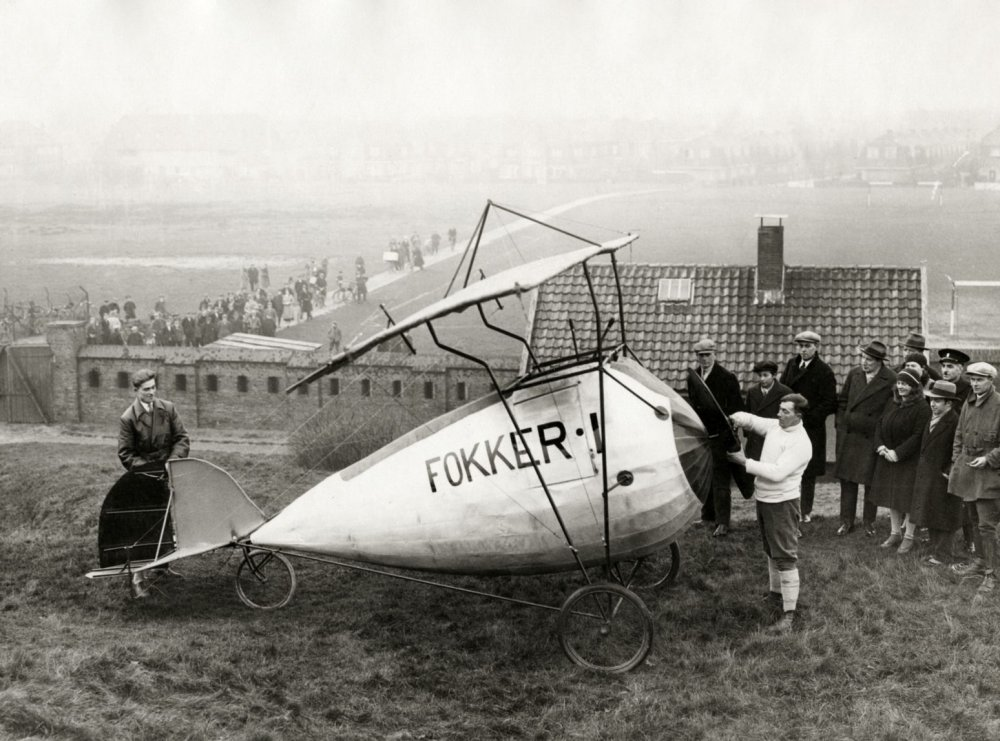
De vliegfiets van de gebroeders Fokker in 1930 te Bussum.

De luchtfiets, ook wel Human Powered Aircraft (HPA) genoemd, is een toestel dat uitsluitend met de menselijke inspanning van de vlieger(s) als energiebron gevlogen wordt. Bij de luchtfiets is het niet de bedoeling dat er thermiek gebruikt wordt of in ieder geval benodigd is.

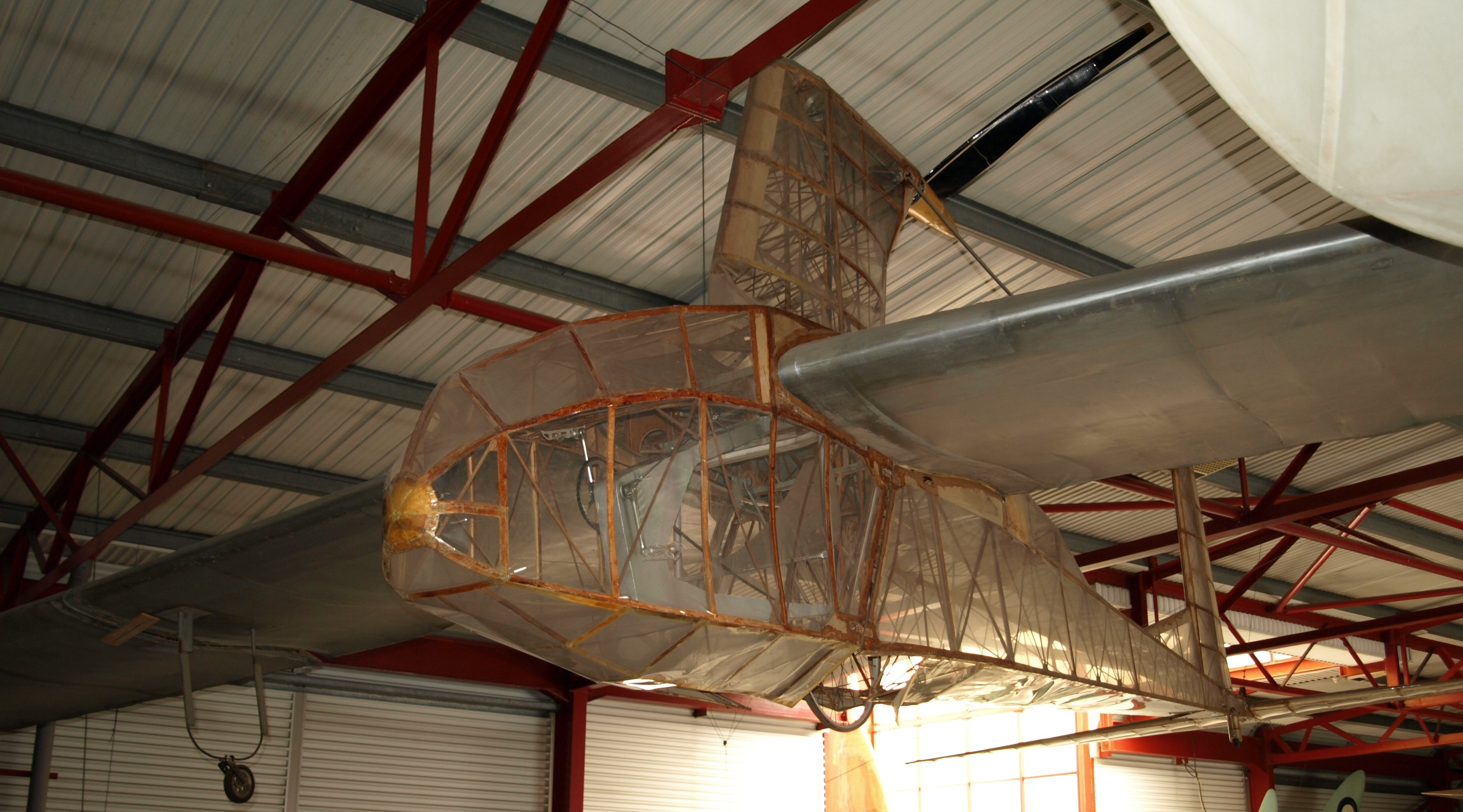
SUMPAC: het eerste succesvolle door mensen aangedreven vliegtuig

De eerste officieel geauthenticeerde start en landing van een door een mens aangedreven vliegtuig (een toestel dat in staat is om zelfstandig op te stijgen, in tegenstelling tot een zweefvliegtuig) werd op 9 november 1961 gemaakt door Derek Piggott in het door de mens aangedreven vliegtuig van Southampton University (SUMPAC) op Lasham Airfield.
Lange tijd stond een luchtfiets voor iets dat onpraktisch was. Echter, doordat tegenwoordig lichte en sterke materialen beschikbaar zijn, is het mogelijk een luchtfiets te maken die weinig weegt en toch nog sterk genoeg is om het eigen gewicht en het gewicht van de vlieger(s) te dragen. De spierkracht van de vlieger(s) is voldoende om dit alles in de lucht te kunnen houden.
Op 12 juni 1979 vloog een luchtfiets succesvol over een afstand van ruim 35 km het Kanaal over en won daarmee de tweede Kremer-prijs. Het toestel, de Gossamer Albatross, was gebouwd door dr. Paul B. MacCready. De oversteek duurde drie uur en tien minuten. Ook zijn er hiervoor en hierna andere luchtfietsen vervaardigd. Sinds  23 april 1988 staat het afstandsrecord op meer dan 115 km, gevestigd met de 31 kilo zware MIT Daedalus 88. De recordhouder is een Griekse oud-profwielrenner, die ermee van Iraklion, Kreta, naar het eiland Santorini vloog.
De eerste Nederlandse vliegfiets is opgestegen op 9 augustus 2009 te Kempen Airport, Budel. De TU Delft-student Jesse van Kuijk slaagde erin een sprong te maken op eigen kracht. Zijn poging werd in de lucht afgebroken door een gebroken ketting. Strikt genomen hadden de broers Jan en Cor Fokker al in 1930 gevlogen met een vliegfiets, die echter niet op eigen kracht de lucht in kon. Deze moest als een zweefvliegtuig met een auto de lucht in worden getrokken. De gebroeders Fokker zijn overigens geen familie van de luchtvaartpionier Anthony Fokker.
Andere termen voor luchtfiets zijn: vliegfiets, fietsvliegtuig, door mens aangedreven vliegtuig.

## Spreekwoordelijk
Een luchtfiets staat tevens voor iets wat niet bestaat. Het woord 'luchtfietserij' wordt gebruikt om een discussie of een verhaal aan te duiden dat buiten de realiteit staat.